# B1-es rohamdroid
A B1-es rohamdroid más néven B1-es csatadroid (angolul: B1 battle droid, a klónkatonák által adott becenév csörgő / zörgő, angolul: clanker) a Csillagok háborúja elképzelt univerzumában a Független Rendszerek Konföderációjának és a Kereskedelmi Szövetségnek a hadereje. Utódja a HKB-3-as vadász-gyilkos droidnak (HKB-3 hunter-killer droid) és az OOM sorozatú rohamdroidnak (OOM-series battle droid). Belőle fejlesztik ki az önállóbb és erősebb B2-es szuper rohamdroidot.

## Leírásuk
A B1-es rohamdroidokat a Geonosis nevű bolygón gyártják. A gyártójuk a Baktoid Harci Robot nevű cég. Ezek a droidok 1,91 méter magasak és 65 kilogrammosak. Az érzékelő szerkezetük fekete színű. Habár nincsen nemük, a programjaik férfias tulajdonságokat mutatnak. Magas, vékony emberszerű külsejükkel, végtagjaik látható csatlakozási pontjaival és fémborításukkal kísértetiesen hasonlítanak egy mozgó csontvázra. Fegyverzetük: E-5 lézerpuska (E-5 blaster rifle), SE-14 lézerpisztoly (SE-14 blaster pistol) és hődetonátor (thermal detonator).
Talán a Galaxis történelmében ezek a rohamdroidok alkották a valaha létező legnagyobb hadsereget. A legtöbb élőlény katonától eltérően a B1-es rohamdroidok egyaránt képesek harcolni a víz alatt és az űrben is. Gyártásuk célja az, hogy hatalmas létszámukkal lerohanják az ellenséget, emiatt nem a legokosabb mesterséges lények közé tartoznak. Egy kis csellel el lehet terelni a figyelmüket.
A Kereskedelmi Szövetség a B1-es rohamdroidokat használja a legtöbbször, emiatt a klónháborúk idején majdnem mindegyik csatában részt vesznek. A költségekre kínosan ügyelő Kereskedelmi Szövetség csillagászati összegeket takarít meg azzal, hogy az óriási droidhadsereg egyidejű irányítását a központi számítógép végzi, így ugyanis elérhetővé válik több ezer egyéni droid legyártása. A droidok egységességét csupán a parancsjel-erősítő egységük hátlapjára írt számjelzés töri meg. A különleges funkciójú droidok páncélzatán eltérő színű jelzés van: a pilóta kék, a biztonsági droid vörös, a parancsnokdroid sárga. Páncéllemezük olcsó, de tartós fémből készült, E-5 sugárvetőik pedig jól illenek a "soha nem adom meg magam" programozásukhoz.
A nabooi űrcsatáig (a füves puszták csatájának űrbeli megfelelője; ugyanabban az időben történik) a B1-es rohamdroidokat egy központi gondozó rendszer, e csata idején a Lucrehulk-class Droid Control Ship működtette. A nabooi esemény után a droidokat önállóbbra tervezték át.

## Újraprogramozott B1-esek
A klónok háborúja idején a köztársasági erők elfognak és hatástalanítanak három B1-est. Ezeket átalakítják és átprogramozzák a Köztársaság javára. Amikor egyszer az ellenséges droidok túlerőben megrohamozzák őket a három droid feláldozza magát, hogy feltartsa a támadást.

## Megjelenésük a filmekben, könyvekben, videojátékokban
A B1-es rohamdroidok Csillagok háborúja első három (Baljós árnyak, A klónok támadása és A Sithek bosszúja) filmjében játszanak szerepet. A Star Wars: A klónok háborúja című televíziós sorozat majdnem az összes részében látható legalább egy-két B1-es rohamdroid. Továbbá szerepelnek a Star Wars: A Rossz Osztag c. sorozatban is.
A fentieken kívül a B1-es rohamdroidok könyvekben, képregényekben és videojátékokban is szerepelnek, vagy meg vannak említve.

## Fordítás
- Ez a szócikk részben vagy egészben a B1 battle droid című Wookieepedia-szócikk fordítása. Az eredeti cikk szerkesztőit annak laptörténete sorolja fel.